# أنتوني ألير
أنتوني ألير (بالإنجليزية: Anthony Allaire)‏ هو ضابط أمريكي، ولد في 17 فبراير 1820 في سينسيناتي في الولايات المتحدة، وتوفي في 9 أغسطس 1903 في مانهاتن في الولايات المتحدة.